# فرح أبراهام
فرح لين أبراهام (بالإنجليزية: Farrah Lynn Abraham)‏ هي ممثلة وشخصية تلفزيون واقع أمريكية ولدت في يوم 31 مايو 1991 في مدينة كونسيل بلوفس في ولاية أيوا في الولايات المتحدة، مثلت في مسلسل 16 and Pregnant، في وقت سابق تم تسريب فيديو جنسي لها وقد أشتهرت بسبب ذلك.

## روابط خارجية
- فرح أبراهام على موقع IMDb (الإنجليزية)
- فرح أبراهام على موقع روتن توميتوز (الإنجليزية)
- فرح أبراهام على موقع ميوزك برينز (الإنجليزية)
- فرح أبراهام على موقع ديسكوغز (الإنجليزية)
- فرح أبراهام على موقع قاعدة بيانات الفيلم (الإنجليزية)
- فرح أبراهام على موقع ليتربوكسد (الإنجليزية)
- فرح أبراهام على موقع كينوبويسك (الروسية)